# Johan Verster
Johan Verster (Amsterdam, 9 november 1889 – Rotterdam, 27 juni 1961) was een Nederlands recital- en concertpianist.
Hij was zoon van Laura Wilhelmina Noordhoek Hegt en advocaat Thomas Mattheus Verster, ook directeur van de "Deli Brouwerij Amsterdam". Broer Willem Boudewijn Karel werd in Rotterdam na zijn Marinetijd directeur van "N.V. Rederij (J.A.) van der Schuyt" en zat in tal van commissariaten en staatscommissies. Johan Verster bleef ongehuwd.
Hij kreeg zijn eerste lessen van zijn moeder (amateurpianiste) waarna Cornelis Andriessen (Kees) aan de Hilversumse Muziekschool dat in 1897 overnam. Verster werd vanaf jongs af aan geplaagd door totale blindheid tot nauwelijks kunnen zien. Hij kon alleen oefenen, nadat een werk hem was voorgespeeld; bladmuziek lezen kon hij niet. Hij begon op later leeftijd wel te spelen aan de hand van braillebladmuziek. Dirk Schäfer werd vanaf 1908 tot 1931 (met tussenpozen) zijn leermeester en steun en toeverlaat. Verster werd min of meer pleitbezorger voor diens (piano)werken. Ondanks zijn beperking kreeg hij in de periode 1910-1940 grote bekendheid in Duitsland en Oostenrijk. Hij trok zich tijdens Tweede Wereldoorlog terug in Oosterbeek. Verster gaf concerten met het Concertgebouworkest (een maal onder Hein Jordans, 1 oktober 1949), het Rotterdams Philharmonisch Orkest en het het orkest uit Utrecht. Hij was dikwijls op de radio te horen. Anderzijds gaf hij huiskamerconcerten en trad op voor de Nederlandse Blindenbond. 
Hij speelde niet alleen vanaf braillebladmuziek; hij verzamelde het ook. De collectie alsook zijn vleugel ging echter bij Slag om Arnhem in vlammen op. Dit zorgde er mede voor dat hij zijn loopbaan na die periode maar moeilijk kon hervatten. Hijzelf ging in Apeldoorn en later in Rotterdam wonen, alwaar hij in het Dijkzigt Ziekenhuis overleed. Hij werd begraven op Oud Eik en Duinen. Zijn overlijden was landelijk nieuws.
Lodewijk Schelfhout portretteerde de pianist in 1919 (jaartal op tekening); het werk bevindt zich in de collectie van het Rijksmuseum.